# 逆オイルショック
逆オイルショック（ぎゃくオイルショック）とは、原油の先物価格の急落と、それによって起こる世界的な波紋の事をオイルショックになぞらえて例えた俗称である。

## 概要
2015年12月には、国際的な原油相場指標であるニューヨークのWTI原油先物市場の価格が1バレル34ドル台と、前年6月のピーク値の106ドル台と比べ3分の1以下に迄暴落する事態が起こり、株式市場等にも悪影響を与えた。
尚、過去には1986年頃に原油相場が60 ％以上暴落し、以後10年以上の長きに亘り原油相場が低迷した事例がある。
また、2020年4月20日(東部標準時)には新型コロナウイルス感染症の影響でニューヨークのWTI原油先物価格が史上初のマイナスを記録し、一時1バレルマイナス40ドル超まで落ち込んだ。

## 要因
現在までに発生した逆オイルショックの要因はそれまでの石油の歴史的な高騰を受け、代替エネルギーや省エネルギー技術の開発を元とした需要面の減少と、価格の高騰によりこれまで採算に合わなかった油田などで生産される石油の産出量の拡大という供給面の増加、さらに石油輸出国機構（OPEC）による産油国間のカルテル崩壊が合わさったときに起こっている。

## 事例

### 1986年の逆オイルショック
1970年代に原子力発電を中心とする代替エネルギー導入拡大や省エネルギー推進により世界の石油需要が低迷し始め、1983年の需要は1979年の1割減となった。さらに、中東の大産油地域から締め出されたメジャーが、北海油田などを代表とする非OPEC地域の石油生産量を急増させ、低迷する需要をOPEC加盟国産の原油とシェア争いを始めた。しかし、OPEC各国は協調して減産することは出来ず、サウジアラビア一国のみが減産を行う情勢が続き、1980年には日産1000万バレルの生産量が1985年には日産200万バレルにまで低下し、OPEC産石油のシェアも30 ％を割り込む状況となっていた。
このような状況にしびれを切らしたサウジアラビアは、1985年に調整役としての役割を放棄し、増産を宣言したことにより、原油相場は急落。湾岸戦争時を除き1999年まで1バレル20ドル台で推移した。

### 2014年の逆オイルショック
2003年に開戦したイラク戦争を皮切りに、原油相場は高騰を始め、さらに中華人民共和国やインドを始めとする新興国の経済発展により、原油需要が増加したこと、原油供給がピークアウトへの懸念などから、実需のみならず価格高騰をにらんだ投機的資金が石油に投じられ、2008年には100ドル/バレルを突破。その後リーマン・ショックによる経済不況により、一時的に原油先物価格は急落したものの、再び原油市場は反転し、2010年頃から2014年前半までは、1バレル当たり約80ドルから100ドル台前半の水準で推移していた。
価格の高騰に対応するため、需要側は航空機や自動車など、石油以外の燃料が使用出来ない分野を除き、比較的価格が安定していた石炭や天然ガスへの転換を進め、航空機や自動車分野の省エネルギー技術の開発が進んだことから、先進国は石油需要が減少に転じ、新興国の代表である中国経済は、2014年頃から成長率の落ち込みが指摘されるようになってきた。
こうした要因により、石油需要の伸びは鈍化を始め、2007年から2012年までの石油需要の平均増加率は0.6 ％/年にとどまった。これらの要因や、もともと石炭需要の割合が高い中国やインドのエネルギー消費が伸びたことにより、一次エネルギー供給に占める石炭の割合は30 ％に達する一方、石油は33 ％にとどまることとなった。
また、石油の高騰は1980年代と同様に、従来では採算に合わなかった油田などの開発を可能とし、カナダのオイルサンドやベネズエラのオリノコタール（オリノコ川北岸に賦存する超重質油）などの非在来型と呼ばれる石油が採算にのる様になった。中でも主にアメリカ合衆国で生産されるシェールオイルの勢いはすさまじく、2008年には約500万バレル/日から2014年には約800万バレル/日に拡大し、アメリカは石油の自給が可能な国となった。（シェール革命）
さらには、サウジアラビアが減産を拒絶したことで、石油の供給過剰状態が偏在化し、原油価格は急落に追い込まれた。

### 2020年の逆オイルショック
COVID-19の世界的感染による経済停滞(コロナショック)に端を発し、3月6日に行われた石油輸出国機構と非加盟産油国で構成する「OPEC+」の協議でサウジアラビアが提案した日量150万バレルの追加減産をロシアが拒否し交渉が決裂したことを受け、またサウジアラビアは自主的な減産を取りやめ増産に転じたことも重なり、コロナショック前は50ドル台で推移していた原油価格は激しく下落。4月20日午後（日本時間）に5月物原油先物価格は1バレル20ドル前後で推移していたが、夜になると1バレル10ドルを切ると下落が加速、直後に価格は1バレル0ドルを切り、わずか4時間程度で一時最低値１バレルマイナス40.32ドルまで暴落、マーケットクローズ時間には4月20日の清算値で1バレル当たりマイナス37.63ドルとなった。原油価格がマイナスになるのは史上初。原油価格の暴落に伴い世界の株価は下落し、20日のダウ平均株価は前日比-592.05ドル(-2.44%)の23650.44ドルまで大きく値を下げた。
翌日2020年4月21日にも、日本時間夕方から深夜にかけて6月物原油先物価格は下落の足を早めており、一時1バレル6.50ドルまで値を落とした。このため、同日も欧米の株価は大きく続落している。今後コロナウイルスの世界的感染が終息し、経済活動が再開されて原油需要が戻らない限り、逆オイルショック的な原油の低価格状況は当分続くであろうという展望が多数の経済アナリストにより出されている。